# Девід Брукс (футболіст)
Девід Брукс (англ. David Brooks, нар. 8 липня 1997, Воррінгтон) — валлійський футболіст, півзахисник клубу «Борнмут».
Виступав, зокрема, за клуб «Шеффілд Юнайтед», а також національну збірну Уельсу.

## Клубна кар'єра
Народився 8 липня 1997 року в місті Воррінгтон. Вихованець юнацьких команд футбольних клубів «Манчестер Сіті» та «Шеффілд Юнайтед».
У дорослому футболі дебютував 2015 року виступами за команду «Галіфакс Таун» на правах оренди, в якій того року взяв участь у 5 матчах чемпіонату. 
Своєю грою за цю команду привернув увагу представників тренерського штабу клубу «Шеффілд Юнайтед», до складу якого повернувся з оренди 2015 року. Відіграв за команду з Шеффілда наступні три сезони своєї ігрової кар'єри.
До складу клубу «Борнмут» приєднався 2018 року. Станом на 18 лютого 2021 року відіграв за клуб з Борнмута 63 матчі в національному чемпіонаті.

## Виступи за збірні
Протягом 2017 року залучався до складу молодіжної збірної Англії. На молодіжному рівні зіграв у 8 офіційних матчах, забив 3 голи.
2017 року дебютував в офіційних матчах у складі національної збірної Уельсу.
| Дата       | Місто    | Господарі | Результат | Гості      | Турнір                               | Голи | Примітки |
| ---------- | -------- | --------- | --------- | ---------- | ------------------------------------ | ---- | -------- |
| 10-11-2017 | Сен-Дені | Франція   | 2 – 0     | Уельс      | товариський матч                     | -    | 64'      |
| 14-11-2017 | Кардіфф  | Уельс     | 1 – 1     | Панама     | товариський матч                     | -    | 71'      |
| 28-5-2018  | Пасадена | Мексика   | 0 – 0     | Уельс      | товариський матч                     | -    | 46'      |
| 6-9-2018   | Кардіфф  | Уельс     | 4 – 1     | Ірландія   | Ліга націй УЄФА 2018-2019 - 1-й етап | -    |          |
| 9-9-2018   | Орхус    | Данія     | 2 – 0     | Уельс      | Ліга націй УЄФА 2018-2019 - 1-й етап | -    | 59'      |
| 11-10-2018 | Кардіфф  | Уельс     | 1 – 4     | Іспанія    | товариський матч                     | -    | 46'      |
| 16-10-2018 | Дублін   | Ірландія  | 0 – 1     | Уельс      | Ліга націй УЄФА 2018-2019 - 1-й етап | -    | 87'      |
| 16-11-2018 | Кардіфф  | Уельс     | 1 – 2     | Данія      | Ліга націй УЄФА 2018-2019 - 1-й етап | -    |          |
| 20-11-2018 | Ельбасан | Албанія   | 1 – 0     | Уельс      | товариський матч                     | -    | 59'      |
| 24-3-2019  | Кардіфф  | Уельс     | 1 – 0     | Словаччина | Відбір до ЧЄ 2020                    | -    | 60'      |
| 8-6-2019   | Осієк    | Хорватія  | 2 – 1     | Уельс      | Відбір до ЧЄ 2020                    | -    | 65'      |
| 11-6-2019  | Будапешт | Угорщина  | 1 – 0     | Уельс      | Відбір до ЧЄ 2020                    | -    | 73'      |
| Усього     |          | Матчів    | 12        |            | Голів                                | 1    |          |